# Raiford
Raiford és una població dels Estats Units a l'estat de Florida. Segons el cens del 2000 tenia 187 habitants.

## Demografia
Segons el cens del 2000, Raiford tenia 187 habitants, 68 habitatges, i 48 famílies. La densitat de població era de 138,8 habitants/km².
Dels 68 habitatges en un 26,5% hi vivien nens de menys de 18 anys, en un 57,4% hi vivien parelles casades, en un 7,4% dones solteres, i en un 29,4% no eren unitats familiars. En el 29,4% dels habitatges hi vivien persones soles el 14,7% de les quals corresponia a persones de 65 anys o més que vivien soles. El nombre mitjà de persones vivint en cada habitatge era de 2,75 i el nombre mitjà de persones que vivien en cada família era de 3,46.
Per edats la població es repartia de la següent manera: un 31,6% tenia menys de 18 anys, un 5,9% entre 18 i 24, un 26,7% entre 25 i 44, un 22,5% de 45 a 60 i un 13,4% 65 anys o més.
L'edat mediana era de 33 anys. Per cada 100 dones de 18 o més anys hi havia 88,2 homes.
La renda mediana per habitatge era de 33.000 $ i la renda mediana per família de 35.000 $. Els homes tenien una renda mediana de 32.708 $ mentre que les dones 22.250 $. La renda per capita de la població era de 14.684 $. Entorn del 34% de les famílies i el 36,4% de la població estaven per davall del llindar de pobresa.

## Poblacions més properes
El següent diagrama mostra les poblacions més properes.